# 豊城入彦命
豊城入彦命（とよきいりひこのみこと）は、記紀に伝わる古代日本の皇族。
第10代崇神天皇皇子である。『日本書紀』では「豊城入彦命」「豊城命」、『古事記』では「豊木入日子命」と表記される。
東国の治定にあたったとされ、上毛野君や下毛野君の始祖とされる。

## 系譜
第10代崇神天皇皇子。母は荒河戸畔の娘の遠津年魚眼眼妙媛（とおつあゆめまぐわしひめ）。垂仁天皇（第11代）の異母兄で、豊鍬入姫命の同母兄である。

## 記録
『日本書紀』によると、崇神天皇48年に天皇は豊城命（豊城入彦命）と活目尊（いくめのみこと、後の垂仁天皇）に勅して、共に慈愛のある子でありどちらを後継者とするか決めがたいため、それぞれの見る夢で判断すると伝えた。豊城命は「御諸山（みもろやま：三輪山）に登り、東に向かって槍（ほこ）や刀を振り回す夢を見た」と答え、活目尊は「御諸山に登り、四方に縄を張って雀を追い払う夢を見た」と答えた。その結果、弟の活目尊は領土の確保と農耕の振興を考えているとして位を継がせることとし、豊城命は東に向かい武器を振るったので東国を治めさせるために派遣されたという。

## 墓
墓の所在は不明。
群馬県前橋市の総社二子山古墳では、1870年（明治3年）まで豊城入彦命の墓として墓丁が置かれたという。しかし調査により古墳は6世紀末の築造とされ誤りと判断された。また、同じく前橋市に所在する大室古墳群にあてる説もある。茨城県石岡市には市内の丸山古墳が命の墓であるとの伝承が残っている。

## 後裔

### 人物
『日本書紀』『新撰姓氏録』『先代旧事本紀』に記載された、豊城入彦命の子孫伝承を有する人物。
- 子 - 八綱田[原 1]
- 孫 - 彦狭島王[原 3]
- 三世孫 - 御諸別王[原 4]
- 四世孫 - 荒田別[原 5]、鹿我別（巫別）[原 6][原 7]、奈良別?[原 8]、真若（賀表乃真稚命）?[原 9]
- 五世孫 - 竹葉瀬（多奇波世、竹合）[原 10]、田道[原 11]、現古[原 12]
- 六世孫 - 奈良別?[原 8]、真若（賀表乃真稚命）?[原 9]
- 八世孫 - 射狭君[原 13]
- 十世孫 - 佐太公[原 14]

### 氏族
『新撰姓氏録』では後裔氏族として、上毛野朝臣、下毛野朝臣、佐味朝臣、大野朝臣、池田朝臣、住江朝臣、池原朝臣、車持公、垂水公、田辺史、佐自努公、佐代公、珍県主、登美首、茨木造、大網公、桑原公、川合公、垂水史、商長首、吉弥候部、広来津公、止美連、村挙首、下養公、韓矢田部造、林挙首など諸氏族が記されている（詳細は「上毛野氏#氏族」参照）。

## 考証
豊城命の説話は、四道将軍の派遣やヤマトタケル伝説などとも関連する王族による国家平定説話の一部であり、初期ヤマト王権による支配権が地方へ伸展する様子を示唆しているとする見解がある。
上毛野氏は、氏神として豊城入彦命を赤城神社に祀ったといわれる。「赤城」の由来の一説として、上毛野氏が歴史編纂にあたって祖先と発生地を「紀（き = 紀伊）」地方に求め、祖先の名を「とよき（豊城入彦命）」・信仰する山を「あかき（赤城山）」とした、と関連づける説もある。『日本書紀』には紀伊の荒河戸畔の娘と崇神天皇の間に生まれたのが豊城入彦命と記しており、紀伊との関係の深さが指摘される。
魏志倭人伝に記される卑弥呼を倭迹迹日百襲姫命、後継の壱与（台与）を豊鍬入姫命とする説では女王を支えた兄弟の可能性もあり東国平定伝承も狗奴国に関連するものと考えられる。